# Bayaguana
Bayaguana – miasto i gmina na Dominikanie, położone w południowo-wschodniej części prowincji Monte Plata. 

## Opis
Miasto zostało założone w 1606 roku, obecnie jest znane turystom z pięknych widoków i wodospadów. Zajmuje powierzchnię 877,99 km² i liczy 20 303 mieszkańców 1 grudnia 2010 .